# Abszolút konvergencia
A matematikában egy végtelen számsor abszolút konvergens, ha tagjainak abszolútértékét véve véges lesz az összeg.
Képlettel, {\displaystyle \textstyle \sum _{n=0}^{\infty }a_{n}} abszolút konvergens, ha van egy {\displaystyle \textstyle L} valós szám, hogy {\displaystyle \textstyle \sum _{n=0}^{\infty }\left|a_{n}\right|=L}.
Ha egy sor konvergens, de nem abszolút konvergens, akkor feltételesen konvergens.
Hasonlóan, egy f függvény {\displaystyle \textstyle \int _{0}^{\infty }f(x)\,dx} improprius integrálja abszolút konvergens, ha az {\displaystyle \textstyle \int _{0}^{\infty }\left|f(x)\right|dx=L} integrál konvergens.
Tanulmányozása azért fontos, mert egyrészt viszonylag gyakori, másrészt elég erős ahhoz, hogy olyan tulajdonságok is bizonyíthatók legyenek, amelyek más sorokra nem teljesülnek.

## Háttere
Egy konvergens sor tagjai nemcsak valós vagy komplex számok lehetnek, hanem tetszőleges topologikus Abel-csoport elemei is. Az abszolút konvergencia ezen kívül megköveteli az abszolútérték általánosítását is, a normát. Itt a továbbiakban a csoportra additív jelölést használunk, így a G csoport egységeleme helyett nullelemről beszélünk, és 0-val jelöljük.
A normára teljesülnek a következők:
- G nullelemének normája 0: {\displaystyle \|0\|=0.}
- Minden x elemre {\displaystyle \|x\|=0} implikálja, hogy {\displaystyle x=0.}
- Minden x elemre {\displaystyle \|-x\|=\|x\|.}
- Minden x, y elemre {\displaystyle \|x+y\|\leq \|x\|+\|y\|.}

Ekkor G a {\displaystyle d(x,y)=\|x-y\|} távolsággal metrikus tér, és ebben értelmezhető az abszolút konvergencia: {\displaystyle \sum _{n=0}^{\infty }\|a_{n}\|<\infty .}
Valós vagy komplex számok esetén alkalmazható az abszolútérték, mint norma.

## Kapcsolat a konvergenciával
Ha a fenti G teljes a fenti d metrikára, akkor az abszolút konvergens sorozatok konvergensek. Ezt általában is a komplex esethez hasonlóan lehet bizonyítani. A teljességből következik a Cauchy-konvergenciakritérium, és a háromszög-egyenlőtlenséget kell alkalmazni.
Speciálisan Banach-terekben az abszolút konvergenciából következik a konvergencia. Megfordítva, ha egy normált térben minden abszolút konvergens sorozat konvergens, akkor a tér Banach-tér.
Feltételesen konvergens sorozatra példa az alternáló harmonikus sorozat. Több konvergenciakritérium, mint a hányadoskritérium és a gyökkritérium, abszolút konvergenciát bizonyít. Ez azért van, mert a hatványsorok is abszolút konvergensek konvergencialemezükben.
Mivel egy komplex sor akkor és csak akkor konvergens, ha valós és képzetes része valós, ezért gondolhatunk a sor {\displaystyle a_{n}} tagjaira, mint valós számokra.
Tegyük fel, hogy {\displaystyle \sum |a_{n}|} konvergens. Ekkor {\displaystyle 2\sum |a_{n}|} is konvergens.
Mivel {\displaystyle 0\leq a_{n}+|a_{n}|\leq 2|a_{n}|}, azért
{\displaystyle 0\leq \sum _{n=1}^{m}(a_{n}+|a_{n}|)\leq \sum _{n=1}^{m}2|a_{n}|\leq \sum _{n=1}^{\infty }2|a_{n}|}.
Így {\displaystyle \sum _{n=1}^{m}(a_{n}+|a_{n}|)}korlátos monoton sorozat (in m), ami konvergens.
{\displaystyle \sum a_{n}=\sum (a_{n}+|a_{n}|)-\sum |a_{n}|} konvergens sorok különbsége; emiatt konvergens, ahogy kell.
Banach-terekben hasonló a bizonyítás:
Legyen X Banach-tér, ∑xn abszolút konvergens X-ben. Mivel {\displaystyle \scriptstyle \sum _{k=1}^{n}\|x_{k}\|} valós számok Cauchy-sorozata, azért minden ε > 0 valós számra és elég nagy m > n egész számokra
{\displaystyle \left|\sum _{k=1}^{m}\|x_{k}\|-\sum _{k=1}^{n}\|x_{k}\|\right|=\sum _{k=n+1}^{m}\|x_{k}\|<\varepsilon .}
A norma háromszög-egyenlőtlenségét felhasználva:
{\displaystyle \left\|\sum _{k=1}^{m}x_{k}-\sum _{k=1}^{n}x_{k}\right\|=\left\|\sum _{k=n+1}^{m}x_{k}\right\|\leq \sum _{k=n+1}^{m}\|x_{k}\|<\varepsilon ,}
az {\displaystyle \scriptstyle \sum _{k=1}^{n}x_{k}} Cauchy X-ben, tehát konvergens is X-ben.

## Átrendezés és feltétlen konvergencia
Általában különbséget kell tenni az abszolút és a feltétlen konvergencia között. A valós és a komplex számokra az abszolút konvergens sorozatok és a feltétlenül konvergens sorozatok ekvivalenciája külön tétel. Az alábbiakban ezt mutatjuk be részletesebben.
Adva legyen az {\displaystyle \sum _{n=0}^{\infty }a_{n}} sor a normált G Abel-csoport elemeiből vett tagokkal, és legyen σ a természetes számok permutációja. Ekkor {\displaystyle \sum _{n=0}^{\infty }a_{\sigma (n)}} ennek egy átrendezése. Egy sorozat feltétlenül konvergens, ha minden átrendezése ugyanahhoz a határértékhez tart, mint az eredeti.
Ha G teljes, akkor az abszolút konvergenciából következik a feltétlen konvergencia. Ennek megfordítása már érdekesebb. Valós sorozatokra, így komplex és véges dimenziós pontsorozatokra is Riemann átrendezési tételéből következik. Ez azonban már általánosabb esetekben nem igaz, hiszen az ℓ2 Hilbert-térben van sorozat, ami nem abszolút konvergens, de feltétlenül konvergens. Példa:
{\displaystyle a_{n}={\tfrac {1}{n}}e_{n},}
ahol {\displaystyle \{e_{n}\}_{n=1}^{\infty }} ortonormált bázis. A. Dvoretzky és C. A. Rogers tétele szerint a végtelen dimenziós Banach-terekben létezik feltételesen konvergens sor.
Minden ε > 0-hoz választhatunk {\displaystyle \kappa _{\varepsilon },\lambda _{\varepsilon }\in \mathbf {N} } számokat, hogy:
{\displaystyle {\begin{aligned}\forall N>\kappa _{\varepsilon }&\quad \sum _{n=N}^{\infty }\|a_{n}\|<{\tfrac {\varepsilon }{2}}\\\forall N>\lambda _{\varepsilon }&\quad \left\|\sum _{n=1}^{N}a_{n}-A\right\|<{\tfrac {\varepsilon }{2}}\end{aligned}}}
Legyen
{\displaystyle {\begin{aligned}N_{\varepsilon }&=\max \left\{\kappa _{\varepsilon },\lambda _{\varepsilon }\right\}\\M_{\sigma ,\varepsilon }&=\max \left\{\sigma ^{-1}\left(\left\{1,\dots ,N_{\varepsilon }\right\}\right)\right\}\end{aligned}}}
Végül minden {\displaystyle N>M_{\sigma ,\varepsilon }}-re legyen
{\displaystyle {\begin{aligned}I_{\sigma ,\varepsilon }&=\left\{1,\ldots ,N\right\}\setminus \sigma ^{-1}\left(\left\{1,\dots ,N_{\varepsilon }\right\}\right)\\S_{\sigma ,\varepsilon }&=\min \left\{\sigma (k)\ :\ k\in I_{\sigma ,\varepsilon }\right\}\\L_{\sigma ,\varepsilon }&=\max \left\{\sigma (k)\ :\ k\in I_{\sigma ,\varepsilon }\right\}\end{aligned}}}
Ekkor
{\displaystyle {\begin{aligned}\left\|\sum _{i=1}^{N}a_{\sigma (i)}-A\right\|&=\left\|\sum _{i\in \sigma ^{-1}\left(\{1,\dots ,N_{\varepsilon }\}\right)}a_{\sigma (i)}-A+\sum _{i\in I_{\sigma ,\varepsilon }}a_{\sigma (i)}\right\|\\&\leq \left\|\sum _{j=1}^{N_{\varepsilon }}a_{j}-A\right\|+\left\|\sum _{i\in I_{\sigma ,\varepsilon }}a_{\sigma (i)}\right\|\\&\leq \left\|\sum _{j=1}^{N_{\varepsilon }}a_{j}-A\right\|+\sum _{i\in I_{\sigma ,\varepsilon }}\left\|a_{\sigma (i)}\right\|\\&\leq \left\|\sum _{j=1}^{N_{\varepsilon }}a_{j}-A\right\|+\sum _{j=S_{\sigma ,\varepsilon }}^{L_{\sigma ,\varepsilon }}\left\|a_{j}\right\|\\&\leq \left\|\sum _{j=1}^{N_{\varepsilon }}a_{j}-A\right\|+\sum _{j=N_{\varepsilon }+1}^{\infty }\left\|a_{j}\right\|&&S_{\sigma ,\varepsilon }\geq N_{\varepsilon }+1\\&<\varepsilon \end{aligned}}}
Eszerint
{\displaystyle \forall \varepsilon >0,\exists M_{\sigma ,\varepsilon },\forall N>M_{\sigma ,\varepsilon }\quad \left\|\sum _{i=1}^{N}a_{\sigma (i)}-A\right\|<\varepsilon ,}
tehát:
{\displaystyle \sum _{i=1}^{\infty }a_{\sigma (i)}=A}

## Sorozatok szorzata
Két sor Cauchy-szorzata az összegek szorzatához tart, ha legalább az egyik abszolút konvergens. Tegyük fel, hogy:
{\displaystyle \sum _{n=0}^{\infty }a_{n}=A} és {\displaystyle \sum _{n=0}^{\infty }b_{n}=B}.
Cauchy-szorzatuk cn, ahol:
{\displaystyle c_{n}=\sum _{k=0}^{n}a_{k}b_{n-k}.}
Ha an vagy bn abszolút konvergens, akkor
{\displaystyle \sum _{n=0}^{\infty }c_{n}=AB.}

## Integrálok abszolút konvergenciája
A valós vagy komplex értékű f függvény {\displaystyle \int _{A}f(x)\,dx} integrálja abszolút konvergens, ha {\displaystyle \int _{A}\left|f(x)\right|\,dx<\infty .} Azt is mondjuk, hogy f abszolút integrálható.
Ha A = [a,b] zárt korlátos intervallum, akkor minden itt folytonos függvény integrálható, és mivel ha a függvény folytonos, akkor az abszolútértéke is, így minden itt folytonos függvény abszolút integrálható. Általában nem minden ilyen intervallumon abszolút integrálható függvény integrálható. Legyen {\displaystyle S\subset [a,b]} nem mérhető, és legyen {\displaystyle f=\chi _{S}-1/2,}, ahol {\displaystyle \chi _{S}} S karakterisztikus függvénye. Ekkor f nem Lebesgue-mérhető, de |f| konstans. Ezzel szemben, ha egy függvény Riemann-integrálható, akkor abszolútértéke is integrálható. Ez a Lebesgue-integrálhatóságra is vonatkozik. Másrészt azonban ez nem teljesül a Kurzweil-Henstock-integrálra. Ez az improprius Riemann-integrálokat is magában foglalja.
Hasonlóan, ha az A intervallum végtelen, ismert, hogy vannak impropriusan Riemann-integrálható függvények, amelyek nem abszolút konvergensek. Ezzel szemben egy adott {\displaystyle \sum _{n=0}^{\infty }a_{n}} sor esetén tekinthetjük a hozzá rendelt lépcsős {\displaystyle f_{a}:[0,\infty )\rightarrow \mathbf {R} } függvényt, aminek definíciója {\displaystyle f_{a}([n,n+1))=a_{n}}. Ekkor {\displaystyle \int _{0}^{\infty }f_{a}\,dx} abszolút vagy feltételes konvergenciája {\displaystyle \sum _{n=0}^{\infty }a_{n}.} viselkedésétől függ.
Egy másik példa a konvergens, de nem abszolút konvergens improprius Riemann-integrálra {\displaystyle \int _{\mathbf {R} }{\frac {\sin x}{x}}\,dx}.
Hogyha A mértéktér, akkor egy valós értékű függvény Lebesgue-integrálja pozitív és negatív része segítségével definiálható:
1. Ha f integrálható, akkor |f| is integrálható
2. Ha f mérhető, és |f| integrálható, akkor f integrálható.

Mindezek a Lebesgue-integrál definícióján alapulnak. Továbbá, ha egy S halmazon a számlálómértéket használjuk, akkor visszakapjuk a rendezetlen összeg definíciót. Hogyha pedig S = N, akkor a Lebesgue-integrálhatóság, az abszolút konvergencia és a rendezetlen összegezhetőség megegyezik.
A fentiek teljesülnek akkor is, ha az értékek Banach-térből valók. A Riemann-integrál definíciója könnyen átvihető az ilyen függvényekre is. A Lebesgue-integrál pozitív és negatív részét Daniell funkcionálisabb megközelítése helyettesítheti, így juthatunk a Bochner-integrálhoz.

## Fordítás
- Ez a szócikk részben vagy egészben  az   Absolute convergence című angol Wikipédia-szócikk fordításán alapul.  Az eredeti cikk szerkesztőit annak laptörténete sorolja fel. Ez a jelzés csupán a megfogalmazás eredetét és a szerzői jogokat jelzi, nem szolgál a cikkben szereplő információk forrásmegjelöléseként.